# Ilya Rabinovich
Ilya Leontievich Rabinovich (em russo:  Илья Рабинович; São Petersburgo, 11 de maio de 1891,  - Perm,  23 de abril de 1942) foi um mestre de xadrez russo-soviético. Foi campeão do 9º Campeonato Soviético de 1934-1935. Ele também foi um autor de livros de xadrez, especialmente de finais de jogo.
Rabinovich morreu durante o cerco de Leningrado de desnutrição em um hospital em Perm.